# Magda Peeters

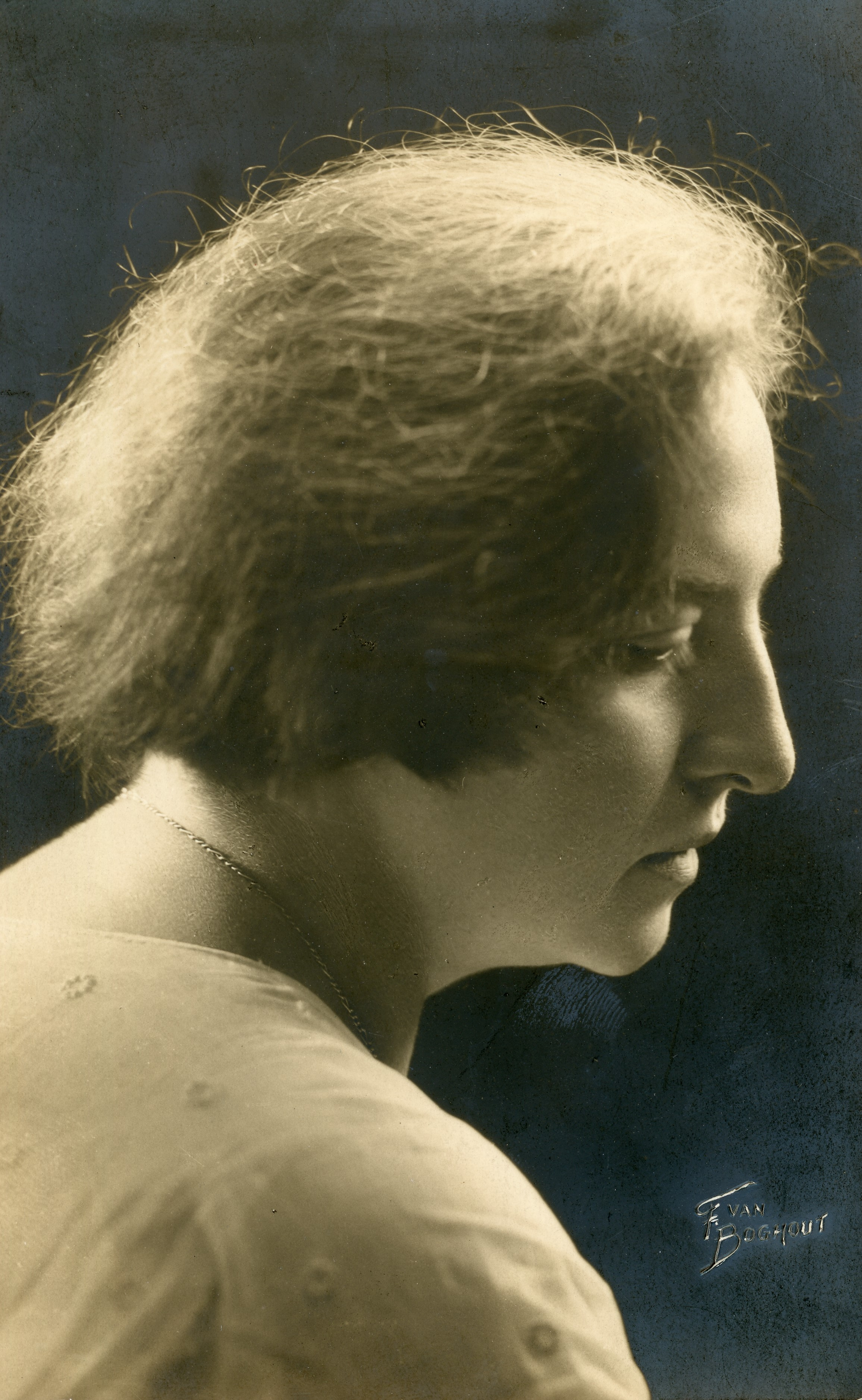
Magda Peeters

Magda Peeters (Antwerpen, 31 januari 1892 - 3 november 1989) was een Vlaamse, katholieke letterkundige en pacifiste.  Echtgenote van Eugeen Yoors - Internationaal befaamd glasschilder en Stichtend lid van de Pelgrimbeweging (1924-1932).

## Biografie

### Jeugd en verblijf in Nederland
Magda Peeters werd geboren op 31 januari 1892 in Antwerpen. Haar moeder stierf toen ze een tiental dagen oud was. Peeters groeide grotendeels op bij haar grootouders aan vaderszijde in een gegoede kosmopolitische familie. Na een korte periode op school volgde ze voor de rest privéonderwijs. Aan het conservatorium studeerde ze intussen harp. Op vijftienjarige leeftijd kreeg ze de kans enkele gedichten te publiceren in het katholieke, literaire tijdschrift Vlaamsche Arbeid. In 1912 verscheen haar dichtbundel Avondbloesems. Het bracht haar in contact met verscheidene Vlaamse literatoren, onder wie priester-dichter Hugo Verriest. Na een lange zoektocht omarmde ze als jongvolwassene het katholicisme.
Intussen had ze kunstenaar Eugeen Yoors leren kennen. Bij de val van Antwerpen (1914) vluchtte die als oorlogsvrijwilliger de Nederlandse grens over, waar hij terechtkwam in het kamp Amersfoort. In zijn spoor vluchtte Peeters eveneens naar Nederland, waar ze bevriend raakte met onder anderen schilder Jan Toorop en schrijver Frederik Van Eeden. Die laatste bood haar de kans voor De Amsterdammer (later: De Groene Amsterdammer) te schrijven. Ze maakte er ook kennis met het werk van de Engelse quakers, die er een opvangcentrum voor Belgische vluchtelingen uitbaatten. Naar eigen zeggen ‘bekeerde’ Peeters zich op het einde van de oorlog tot het pacifisme na een ontmoeting met een gewonde Duitse soldaat in Amersfoort. Yoors en Peeters huwden in Nederland in 1918. Het echtpaar kreeg twee kinderen: Jan Yoors (1922-1977) en Beatrix Yoors (1928-2007).

### Naoorlogse engagementen
Na de oorlog sloot Peeters zich aan bij het International Fellowship of Reconciliation (IFOR) en werd vanaf 1924 secretaris van de Belgische afdeling, met als Nederlandstalige naam de Internationale Verzoeningsbeweging. In die hoedanigheid gaf ze in binnen- en buitenland voordrachten over geweldloosheid, vredesopbouw en wereldburgerschap en maakte ze kennis met pacifiste Muriel Lester. Via haar had ze de kans Mahatma Gandhi in Londen te ontmoeten.
Vanuit haar overtuiging dat in de uitbouw van een rechtvaardige samenleving een belangrijke rol was weggelegd voor de vouw, richtte ze reeds in 1919 een Belgische afdeling op van de Young Women’s Christian Association (YWCA). In de eerste helft van de jaren 1930 verzorgde ze gedurende enkele jaren het ‘praatje voor de vrouwen’ op het NIR.
Peeters was verder ook lid van de War Resisters’ International (WRI) en engageerde zich bij het Katholiek Steuncomité voor Dienstweigeraars. Ze getuigde op processen van Vlaamse dienstweigeraars. Daarnaast was Peeters betrokken bij de Vlaamsche Jongeren Vredes-Aktie (VJVA) en de vrouwengroep van de Katholieke Jongeren Vredes-Aktie.
In 1936 richtte Peeters en journaliste Betsie Hollants het Katholiek Bureau voor Israël op om Joodse vluchtelingen uit het Derde Rijk op te vangen. In datzelfde jaar werd Peeters verkozen tot Antwerps provincieraadslid voor Rex. Ze brak in 1939 met Léon Degrelle vanwege zijn antisemitisme en zetelde verder als onafhankelijke.

### Tweede Wereldoorlog en nadien
Bij het begin van de Tweede Wereldoorlog vluchtte Peeters met haar echtgenoot en dochter naar Engeland. Ze gaf er honderden voordrachten over de (voedsel)situatie in België. Dankzij haar vele contacten werd ze er lid van de Women’s International League for Peace and Freedom (WILPF). Het gezin keerde pas in 1949 terug naar België, maar ook nadien zou Peeters nog veelvuldig in Londen verblijven.
Haar naoorlogs pacifistisch engagement speelde zich meer dan voordien af op het internationale vlak en dat binnen de kringen van IFOR. Zo was Peeters onder meer aanwezig op de World Pacifist Meeting in India in 1949. Wanneer de gezondheid van haar echtgenoot achteruitging, bouwde Peeters haar activiteiten af.
Magda Peeters stierf op 3 november 1989.